# Mulhausen
Mulhausen (deutsch Mühlhausen) ist eine französische Gemeinde mit 443 Einwohnern (Stand 1. Januar 2021) im Kanton Ingwiller im Département Bas-Rhin in der Region Grand Est (bis 2015 Elsass).

## Geografie
Das Dorf liegt zwischen Pfaffenhoffen und Rothbach. Nachbargemeinden sind Uhrwiller im Osten, Bischholtz im Norden, Zutzendorf im Süden und Schillersdorf im Südwesten.

## Geschichte

### Mittelalter
Die älteste erhaltene Erwähnung von Mühlhausen, als Munilhuson, findet sich in einem Schreiben von König Karl III. aus dem Jahr 884.
Das Dorf Mühlhausen gehörte im Spätmittelalter zur Herrschaft Lichtenberg. Es war von den Lichtenbergern teilweise als Lehen vergeben und zwar
- die Burg insgesamt an die von Uttweiler,[2]
- 1/3 des Dorfes an die von Uttweiler[3] und
- 1/3 des Dorfes an die von Waltenheim.[4]

Die bei den Lichtenbergern verbleibenden Rechte, insbesondere 1/3 des Besitzes am Dorf, waren deren Amt Ingweiler zugeordnet.
Nach dem Tod des letzten Lichtenbergers 1480, Graf Jakob, wurde die Herrschaft geteilt und das Amt Ingweiler fiel zunächst an Zweibrücken-Bitsch.

### Neuzeit
Allerdings kam es 1570 zu einem weiteren Erbfall, der das Amt Ingweiler nun zur Grafschaft Hanau-Lichtenberg brachte.
Durch die Reunionspolitik Frankreichs fielen um 1680 die im Elsass gelegenen Teile der Grafschaft Hanau-Lichtenberg unter die Oberhoheit Frankreichs, so auch das Amt Ingweiler und damit Mühlhausen.
1736 starb mit Graf Johann Reinhard III. der letzte männliche Vertreter des Hauses Hanau. Aufgrund der Ehe seiner einzigen Tochter, Charlotte (* 1700; † 1726), mit dem Erbprinzen Ludwig (VIII.) (* 1691; † 1768) von Hessen-Darmstadt fiel die Grafschaft Hanau-Lichtenberg nach dort. Als Folge der Französischen Revolution fiel dann der linksrheinische Teil der Grafschaft Hanau-Lichtenberg – und damit auch Mühlhausen – an Frankreich.

### Bevölkerungsentwicklung

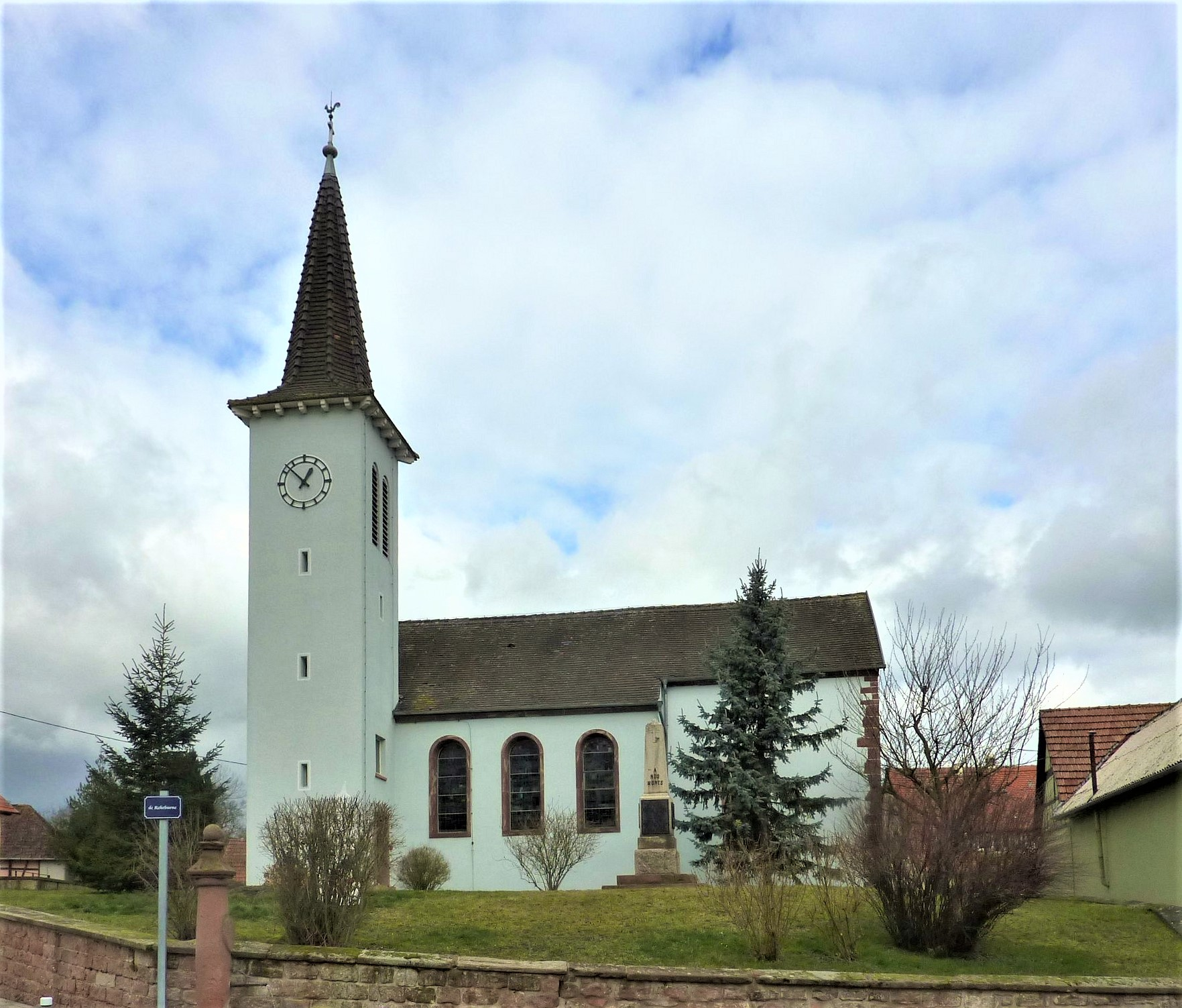
Protestantische Kirche

| Jahr      | 1798 | 1962 | 1968 | 1975 | 1982 | 1990 | 1999 | 2005 | 2008 | 2012 | 2014 | 2020 |
| Einwohner | 175  | 390  | 394  | 401  | 352  | 372  | 376  | 410  | 451  | 454  | 465  | 450  |

## Sehenswürdigkeiten
Die Protestantische Kirche hat einen Chor aus dem 14. Jahrhundert. Kirchenschiff und Turm wurden nach Zerstörung gegen Ende des Zweiten Weltkriegs im Jahr 1957 in neuzeitlichen Formen wieder aufgebaut.